# Tau del Lleó
Tau del Lleó (τ Leonis) és una estrella en direcció a la constel·lació del Lleó. Posseeix un ascensió recta de 11h 27m 56.23s i una declinació de +02° 51′ 22.6″. Com que s'hi troba prop de l'eclíptica, està sotmesa a ocultacions per part de la Lluna. La seva magnitud aparent és 5,00, que és prou brillant per ser vist a ull nu. La distància a aquesta estrella, segons l'estimació mitjançant mesures de paral·laxi, és de 560 anys llum. S'acosta al Sol amb una velocitat radial de -9 km/s. Considerant la seva distància de 621 anys-llum amb relació a la Terra, la seva magnitud absoluta és igual a −1.45. Pertany a la clase espectral G8II-III.